# Otto Holzapfel

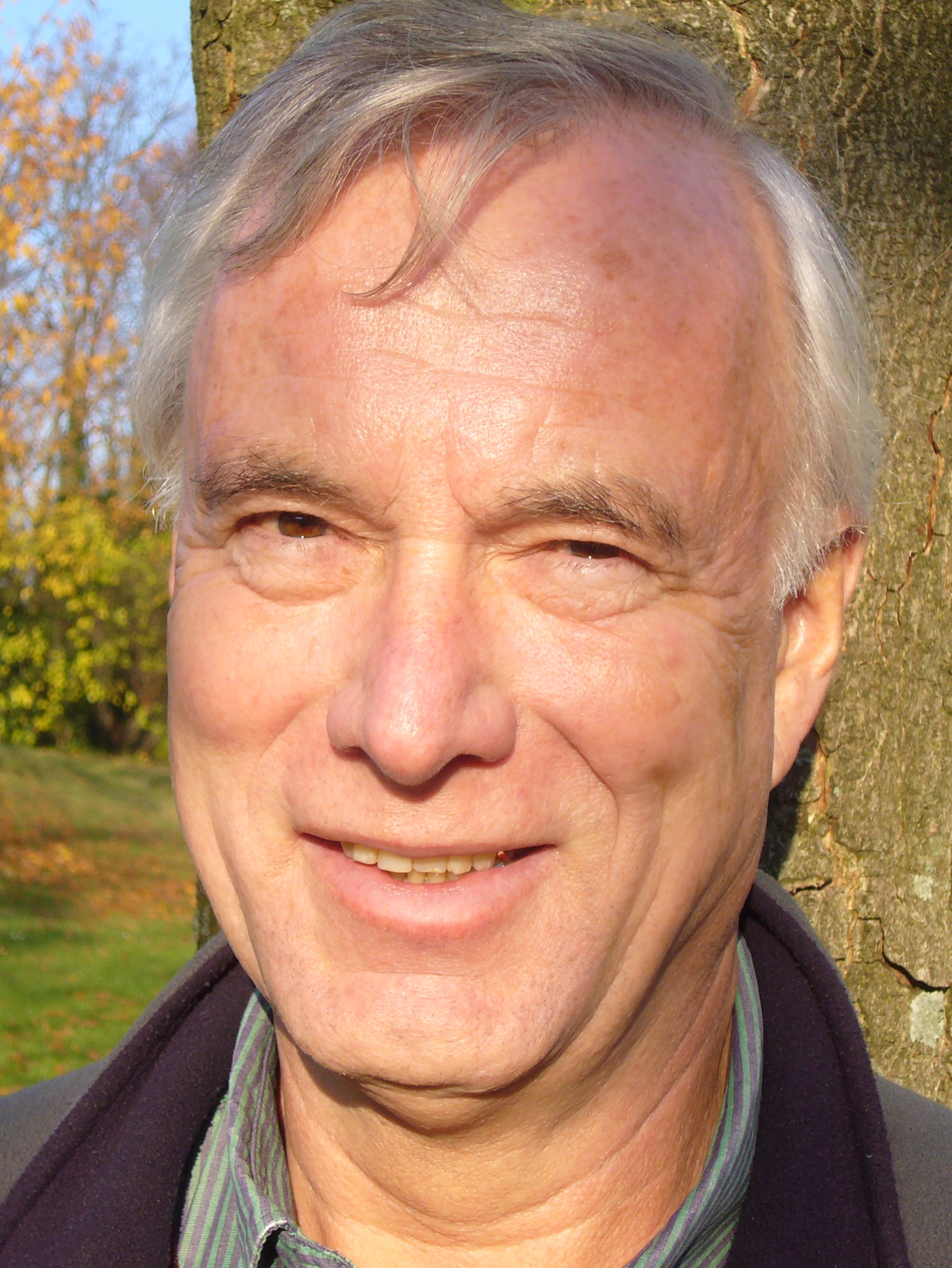
Otto Holzapfel (2008)

Otto Holzapfel (* 5. Februar 1941 in Beeskow/Spree) ist ein deutscher Volkskundler und philologisch orientierter Liedforscher. Er ist außerplanmäßiger Professor der Universität Freiburg i. Br. in Pension.

## Leben
Aufgewachsen in Kopenhagen (mit dänischer Muttersprache; die Mutter ist Else Holzapfel, geb. Lundbye), im Salzkammergut (der Vater ist der Meteorologe Rupert Holzapfel, 1905–1960) und in Unterfranken, Abitur 1961 an der Leibnizschule (Offenbach am Main), studierte Holzapfel Skandinavistik bei Klaus von See, Ältere Germanistik und Volkskunde bei Wolfgang Brückner in Frankfurt am Main. Er promovierte 1969 in Frankfurt/M., die Habilitation erfolgte 1984 in Freiburg i. Br. (Der Deutsche in Dänemark. Das Bild des Deutschen in der neueren dänischen Literatur. Nachbarschaftserfahrungen, Vorurteile und ihre literarische Bearbeitung seit 1848, ungedruckt). Er war drei Semester Lektor für Dänisch in Frankfurt/M. 1970 kam er an das Deutsche Volksliedarchiv in Freiburg, das er in der Nachfolge von Lutz Röhrich als Hauptkonservator bis 1996 leitete. Holzapfel war Seniorstipendiat in Odense/Dänemark 1977–1980 und mehrfach Lehrstuhlvertreter in Zürich (Europäische Volksliteratur). Er war Reihenherausgeber der Studien zur Volksliedforschung (17 Bände; 1991–1996) und Mitherausgeber des Jahrbuchs für Volksliedforschung (Artikelteil; 1984–1998). 1991 und 2006 hatte Holzapfel Gastdozenturen in der Türkei (Deutsch als Fremdsprache). Seit vielen Jahren verbindet ihn eine kollegiale Zusammenarbeit mit dem Volksmusikarchiv des Bezirks Oberbayern in Bruckmühl und dessen Leiter Ernst Schusser.
Als hilfreiche Begriffe für die Erforschung der Volksballade hat Holzapfel unter anderem die Epische Formel (sein Ausdruck) und die Variabilität (Volksdichtung) analysiert. Die Texte von Es waren zwei Königskinder und Schloss in Österreich bieten in seiner Interpretation Musterbeispiele balladesker Darstellungskunst. Mit der Dokumentation und Analyse von Graf und Nonne 1988 ist quasi ein Handbuch der Volksballadenforschung entstanden.
Neben der Volksliedforschung ist die Familiengeschichte zu einem ernsthaften Hobby geworden. Sein Bruder ist der Physiker Christian Holzapfel.

## Publikationen (Auswahl)

### Selbständige Veröffentlichungen (Auswahl)
- Studien zur Formelhaftigkeit der mittelalterlichen dänischen Volksballade. Dissertation, Frankfurt/Main 1969 (Mikrofiches, Egelsbach 1994).
- [Übersetzung aus dem Schwedischen] Sigfrid Svensson: Einführung in die Europäische Ethnologie. Meisenheim am Glan 1973, ISBN 3-445-11003-4.
- Die dänischen Nibelungenballaden: Texte und Kommentare (= Göppinger Arbeiten zur Germanistik. 122). Göppingen 1974, ISBN 3-87452-237-7 (u. a. zum Stoff der Nibelungensage).
- Bibliographie zur mittelalterlichen skandinavischen Volksballade. Turku 1975, ISBN 951-95198-3-1.
- Folkevise und Volksballade: Die Nachbarschaft deutscher und skandinavischer Texte (= Motive. 6). München 1976, ISBN 3-7705-1301-0.
- [zus. mit Julia McGrew und Iørn Piø, Hrsg.] The European Medieval Ballad: A Symposium. Odense/Dänemark 1978, ISBN 87-7492-239-4.
- Det balladeske: Fortællemåden i den ældre episke folkevise. Odense 1980, ISBN 87-7492-315-3.
- [zus. mit Flemming G. Andersen und Thomas Pettitt, Hrsg.] The Ballad as Narrative: Studies in the Ballad Tradition of England, Scotland, Germany, and Denmark. Odense/Dänemark 1982, ISBN 87-7492-392-7.
- [zus. mit Horst Steinmetz] Die Coburger Liederhandschrift des F. L. Friedrich L. Briegleb. Hammelburg 1984.
- [Textedition, -dokumentation und -analyse DVldr 155 „Graf und Nonne“] Deutsche Volkslieder mit ihren Melodien: Balladen. Band 8. Freiburg i. Br. 1988, ISBN 3-7806-0388-8.
- Das Deutsche Volksliedarchiv Freiburg i. Br. Bern 1989. 2. Auflage 1993 (Studien zur Volksliedforschung 3; 263 S., Abbildungen), ISSN 0930-8636 (Institutsgeschichte Deutsches Volksliedarchiv).[2]
- Spuren der Tradition: Folkloristische Studien (= Studien zur Volksliedforschung. 6). Bern 1991, ISSN 0930-8636.[3]
- Vierzeiler-Lexikon: Schnaderhüpfel, Gesätzle, Gestanzeln Gstanzl, Rappeditzle, Neck-, Spott-, Tanzverse und verwandte Formen aus mündlicher Überlieferung (= Studien zur Volksliedforschung. 7–11). Band 1–5. Bern 1991–1994, ISSN 0930-8636.[4]
- Lexikon der abendländischen Mythologie. Freiburg i. Br. 1993/2007, ISBN 3-451-22487-9 (verschiedene Auflagen und Lizenz-Ausgaben bis 2010; Übersetzung in das Slowenische, Zagreb 2008).
- Das deutsche Gespenst: Wie Dänen die Deutschen und sich selbst sehen. Kiel 1993, ISBN 3-926099-29-1 (zur Vorurteilsforschung).[5]
- [zus. mit Wiegand Stief, Hrsg.] Deutsche Volkslieder mit ihren Melodien: Balladen. Band 10. Bern 1996, ISBN 3-906753-98-0 (abschließender Band dieser Reihe mit Balladenindex der Gesamtüberlieferung).
- Lexikon folkloristischer Begriffe und Theorien (Volksliedforschung) (= Studien zur Volksliedforschung. 17). Bern 1996, ISSN 0930-8636.
- Lieblose Lieder: „Und fragst Du mich, was mit der Liebe sei“. Das ‚sozialkritische‘ Liebeslied. Bern 1997, ISBN 3-906757-94-3.
- Religiöse Identität und Gesangbuch: Zur Ideologiegeschichte deutschsprachiger Einwanderer in den USA und die Auseinandersetzung um das ‚richtige‘ Gesangbuch. Bern 1998, ISBN 3-906760-22-7.
- Das große deutsche Volksballadenbuch. Düsseldorf 2000/2008, ISBN 3-538-06840-2 (verschiedene Auflagen und Lizenz-Ausgaben).
- [zus. mit Philip V. Bohlman] The Folk Songs of Ashkenaz (= Recent Researches in the Oral Traditions of Music. 6). Middleton, WI 2001, ISBN 978-0-89579-474-1 (jiddische Lieder).
- Die Germanen: Mythos und Wirklichkeit (= Herder Spektrum. 5104). Freiburg 2001, ISBN 3-451-05104-4.
- [zus. mit Philip V. Bohlman, Hrsg.] Land without Nightingales: Music in the Making of German-America. Madison, WI 2002, ISBN 978-0-924119-04-0.
- Mündliche Überlieferung und Literaturwissenschaft: Der Mythos von Volkslied und Volksballade (= Literaturwissenschaft. Theorie und Beispiele. 2). Münster 2002, ISBN 3-402-04174-X.
- Liedverzeichnis: Die ältere deutschsprachige populäre Liedüberlieferung. Band 1–2. Hildesheim 2006 [CD-ROM Update 2009], ISBN 3-487-13101-3 und ISBN 3-487-13102-1.
- [zus. mit Ali Osman Öztürk] Deutsch-türkische Streifzüge in der deutschen Literatur und Volksdichtung. Kenzingen 2008, ISBN 978-3-8255-0707-7. 2017 im Verlag Springer Fachmedien, Berlin.
- Liedverzeichnis. Die ältere deutschsprachige populäre Liedüberlieferung. Onlinefassung, März 2023 (17 PDF-Dateien, zusammen 159 MB).

### Aufsätze (Auswahl)
- Zur Phänomenologie des Ringbrauchtums. In: Zeitschrift für Volkskunde 64 (1968), S. 32–51 (u. a. zum Brauchtum um den Heiligen Leonhard von Limoges).
- Zweisprachigkeit und die Spottdichtung der deutsch-dänischen Kriege 1848–50 und 1864. In: Ethnologia Europaea 7 (1973/74), S. 104–110.
- Die epische Formel in der deutschen Volksballade. In: Jahrbuch für Volksliedforschung 18 (1973), S. 30–41.
- Stabilität und Variabilität einer Formel. Zur Interpretation der Bildformel ‚Figur zwischen wilden Tieren‘ mit besonderer Berücksichtigung skandinavischer Beispiele (mit 18 Zeichnungen von Detlef Brennecke). In: Mediaeval Scandinavia 6 ([Odense / Dänemark] 1973), S. 7–38 (u. a. zur Bildformel der gegenständigen Tiere als Beispiel für die Figuren „Herr der Tiere“ vom Typus Gilgamesch bzw. „Tierkämpfer“, Daniel „in der Löwengrube“ usw. seit der Antike)
- Homer – Nibelungenlied – Novalis. Zur Diskussion um die Formelhaftigkeit epischer Dichtung. In: Fabula 15 (1974), S. 34–46 (u. a. zum Problem mündlicher Überlieferung, im Anschluss an Milman Parry, aber skeptisch gegenüber Albert B. Lord).
- Politisk vise og tysk folkesang: Wyhl 1975. In: tradisjon 6 ([Bergen / Norwegen] 1976), S. 31–40 (Lieder, entstanden in der Protestbewegung gegen das Kernkraftwerk Wyhl).
- Aus dem Nachlaß der Brüder Grimm: ein Brief C. E. Steenblochs mit einer norwegischen Erzählung (1812). In: Fabula 18 (1977), S. 117–132 (aus der Frühzeit der Erzählforschung – ein Versuch, „Sage“ zu definieren).
- Nachlaß Pinck im Deutschen Volksliedarchiv. Anmerkungen zum deutschen Volkslied in Lothringen. In: Jahrbuch für Volksliedforschung 22 (1977), S. 119–130 (zur Liedsammlung des Pfarrers Louis Pinck).
- Streiflichter aus dem Elsaß. Interviews und Aufnahmen zum Thema Volksgesang in einer Landschaft des kulturellen Umbruchs. In: Jahrbuch des Österreichischen Volksliedwerkes 26 (1977), S. 47–55.
- Balladeske Umformungen des Nibelungenstoffes und kompositorische Formelhaftigkeit im Nibelungenlied. In: I. Albrecht, Achim Masser (Hrsg.): Hohenemser Studien zum Nibelungenlied. Dornbirn 1981, S. 138–147 (= Zeitschrift Montfort 1980, S. 312–321; u. a. zur Frage mündlicher Überlieferung).
- Deutsch-dänische Grenz- und Abgrenzungsschwierigkeiten. Patriotismus und Nationalismus im Spiegel einiger schleswig-holsteinischer Liederbücher von 1802 bis 1864. In: Jahrbuch für Volksliedforschung 27/28 (= Festschrift für Lutz Röhrich, 1982/83), S. 225–234.
- Als ich an einem Sommertag … Ein anonymer Schlager des 19. Jahrhunderts. In: Musikalische Volkskunde – aktuell. Festschrift für Ernst Klusen. Bonn 1985, ISBN 3-921285-43-7, S. 245–252.
- Graf und Nonne. An Analysis of the Epic-Formulaic Elements in a German Ballad. In: Carol L. Edwards u. a. (Hrsg.): Narrative Folksong: New Directions. Festschrift für W. Edson Richmond. Boulder, Co. [USA] 1985, ISBN 978-0-9615687-0-2, S. 179–193.
- Totenlieder deutscher Auswanderer in Kansas (USA). In: Jahrbuch für Volksliedforschung 31 (1986), S. 83–87.[6]
- Gedanken zur Neubearbeitung des Evangelischen Kirchengesangbuchs (EKG). In: Jahrbuch für Volksliedforschung 31 (1986), S. 111–117.
- Kartoffeltysker und Speckdäne. Aspekte volkskundlicher Vorurteilsforschung. In: Schweizerisches Archiv für Volkskunde 83 (1987), S. 23–40.
- Das Deutsche Volksliedarchiv im Dritten Reich. In: Helge Gerndt (Hrsg.): Volkskunde und Nationalsozialismus. München 1987, ISBN 978-3-926844-06-4, S. 95–102.
- Der Begriff der Tradition bei Richard Weiss (1946) und in der neueren Volkskunde. In: Einheit in der Vielfalt: Festschrift für Peter Lang. Bern 1988, ISBN 978-3-261-03922-4, S. 237–248.
- Bauer und Knecht in fränkischen Vierzeilern. In: Volkskultur – Geschichte – Region: Festschrift für Wolfgang Brückner. Würzburg 1990, ISBN 978-3-88479-709-9, S. 671–680.
- Versuch einer ‚völkerkundlichen‘ Analyse von Vierzeilern. Eine Annäherung an Arnold van Gennep. In: Jahrbuch für ostdeutsche Volkskunde 33 (1990), S. 69–91.
- Vergangenheitsbewältigung gegen den Strich. Überlegungen zur Debatte: John Meier und das Ahnenerbe {Forschungsgemeinschaft Deutsches Ahnenerbe}. In: Jahrbuch für Volkskunde: Neue Folge 14 (1991), S. 101–114.
- Milieuschilderung im Schnaderhüpfel. In: Jahrbuch des österreichischen Volksliedwerkes 41 (1992), S. 100–104.[7]
- [zus. mit Brigitte Emmrich und Heike Müns] Sammlung Franz Magnus Böhme in der Sächsischen Landesbibliothek in Dresden. In: Jahrbuch für Volksliedforschung 38 (1993), S. 27–49.[8]
- Erzählhaltung und Ideologie der Volksballade. In: U. Brunold-Bigler, H. Bausinger (Hrsg.): Hören Sagen Lesen Lernen: Festschrift für Rudolf Schenda. Bern 1995, ISBN 978-3-906755-00-7, S. 319–339.
- Zwischen Volksballade und Schnaderhüpfel. Skizzen zu einer Liedlandschaft [1987]. In: Walter Deutsch, Gerlinde Haid (Hrsg.): Beiträge zur musikalischen Volkskultur in Südtirol (= Schriften zur Volksmusik. 17). Wien 1997, ISBN 978-3-205-98843-4, S. 15–32 (italienische Zusammenfassung).
- »Wenn alle Brünnlein fließen …« Stereotypen-Spiel und Rollenzuschreibung im traditionellen deutschen Volkslied. In: Andrea Gutenberg, Ralf Schneider (Hrsg.): Gender – Culture – Poetics: Zur Geschlechterforschung in der Literatur- und Kulturwissenschaft. Festschrift für Natascha Würzbach. Trier 1999, ISBN 978-3-88476-323-0, S. 133–149.
- Hoffmann von Fallersleben und der Beginn kritischer Volksliedforschung in Deutschland. In: Hans-Joachim Behr u. a. (Hrsg.): August Heinrich Hoffmann von Fallersleben 1798–1998: Festschrift zum 200. Geburtstag. Bielefeld 1999, ISBN 978-3-89534-281-3, S. 183–198.
- Langebeks kvart: Die deutschen Lieder in Langebeks Quarthandschrift (ca. 1560–1590). In: Flemming Lundgreen-Nielsen, Hanne Ruus (Hrsg.): Svøbt i mår. Dansk Folkevisekultur 1550–1700, Band 3. København 2001, ISBN 87-7876-133-6, S. 47–238 (wichtige Liederhandschrift).
- Die Entstehung des alpenländischen Mundartliedes nach 1800 als Spiegelbild einer neuen Wertschätzung des Dialekts. In: Zeitschrift für Dialektologie und Linguistik 69 (2002), S. 38–57 (über frühe Volkslieder im Dialekt).
- Eine Straßburger Liederhandschrift um 1804 mit Liebesliedern, Freimaurer-Texten und einem Lied vom Freiheitsbaum. In: Musikalische Volkskunde und Musikpädagogik: Festschrift  für Günther Noll. Köln 2002, ISBN 3-89924-021-9, S. 148–164.
- [Übersetzung aus dem Französischen zusammen mit Bärbel Lampe] Christian und Bärbel Guinchard [Lampe], Graffiti: Vom Kampf um Anerkennung zur Schaffung von städtischem (Lebens-)Raum. In: Jahrbuch für Volkskunde 26 (2003), S. 153–164.
- Hoffmann von Fallersleben und seine ‚Schlesischen Volkslieder‘ (1842): Versuch einer Annäherung. In: M. Hałub, A. Manko-Matysiak (Hrsg.): Schlesische Gelehrtenrepublik, Band 1. Wrocław [Breslau] 2004, ISBN 978-83-902476-4-9, S. 462–479 (polnische und tschechische Zusammenfassung, zu einem Hauptwerk von August Heinrich Hoffmann von Fallersleben).
- Balladesk tekstur: den episke folkevises fortællermåde [Balladeske Textur: die epische Erzählweise der skandinavischen Volksballade]. In: Erik Henning Edvardsen u. a. (Hrsg.): Balladar og blue Hawaii. [Festschrift für Velle Espeland], Oslo 2005, ISBN 978-82-7099-416-8, S. 115–128.
- Singing from the Right Songbook: Ethnic Identity and Language Transformation in German American Hymnals. In: Philip V. Bohlman u. a. (Hrsg.): Music in American Religious Experience. New York 2006, ISBN 978-0-19-517304-8, S. 175–194.
- [zus. mit] Ali Osman Öztürk, Zum Türkenbild in deutschsprachigen Liedern und Kinderversen. In: Acta Ethnographica Hungarica 53 (2008), S. 361–380.
- Zwei Stimmproben im Kontrast. (I.) DgF 358, eine unterschätzte klassische Volksballade, um 1600, und (II.) Selma Nielsens Lieder, aus einem dänischen Repertoire vom Ende des 19. Jahrhunderts. In: Jürg Glauser (Hrsg.): Balladen-Stimmen: Vokalität als theoretisches und historisches Phänomen (= Beiträge zur Nordischen Philologie. 40). Tübingen/Basel 2012, ISBN 978-3-7720-8173-6, S. 127–142.
- Seit 2013 verschiedene Artikel in der Internetzeitschrift des türkischen Germanistenverbandes, Diyalog. Interkulturelle Zeitschrift für Germanistik, herausgegeben von Ali Osman Öztürk (Link: http://www.gerder.org.tr/diyalog/diyalog.html ISSN 2148-1482) mit folgenden Themen: Ingeborg Bachmann: ‚Sieben Jahre später‘ – die Kraft der Konnotation, in: Diyalog… [türkische online-Ausgabe] 2013/1, S. 20–23. – Interkulturelle Redensarten [(Interkulturalität, Redensart)] und ihr kulturhistorischer Hintergrund. ‚Einem aufs Dach steigen‘ und ‚jemandem auf den Fuß treten‘: eine Skizze, in: Diyalog… 2013/2, S. 95–102. – Eine deutsche Volksballade aus Bayern mit einem Türken-Thema und ihr Verhältnis zur Geschichte (Für Ernst Schusser [(Volksmusikarchiv des Bezirks Oberbayern)] zum 60. Geburtstag), in: Diyalog … 2014/1, S. 19–29. – «… wie in der Judenschule» – eine Redensart und ihre Interpretation, in: Diyalog … 2014/2, S. 61–69. – Einige Bemerkungen zum Gedicht «Füße hast du und Flügel» von Christa Peikert-Flaspöhler, in: Diyalog…2015/1, S. 13–20. – Sprachlogik, Sprachgefühl und Sprachkompetenz, in: Diyalog … 2015/2 [erschienen 2016], S. 73–89. – Erfahrungen mit Wikipedia.de, in: Diyalog … 2016/1, S. 99–118. – Sprach-Assoziation und Sprach-Konvention, in: Diyalog … 2017/1, S. 71–81 [nachgedruckt in: Schriften zur Sprache und Literatur / Dil ve Edebiyat Yazıları, hrsg. zus. mit T. Balcı und E. Serindağ, London 2017, S. 85–104]. – Zur Vielfältigkeit der Methoden: Ein neuer Ansatz zur Interpretation von Texten deutschsprachiger Volkslieder, in: Diyalog … 2018/2, S. 1–14.
- Schriften zur Sprache und Literatur /  Dil ve Edebiyat Yazıları. Herausgegeben von Tahir Balcı (Adana, Türkei), Otto Holzapfel (Freiburg i. Br.), Ergün Serindağ (Adana, Türkei). IJOPEC Publication International Journal of Politics & Economics, London 2017, ISBN 978-1-9997035-2-3.
- Vom Vergnügen ein älteres Fachbuch zu lesen. Eine Diskussion im Grenzgebiet von Natur- und Geisteswissenschaft. In: [türkische Internet-Zeitschrift] Anadolu University Journal of Education Faculty (AUJEF), Special Issue August 2018 [Festschrift für Seyyare Duman], ISSN 2602-2249, S. 179–184 (Artikel über: Harold Lincke, Instinktverlust und Symbolbildung. Die psychoanalytische Theorie und die psychobiologischen Grundlagen des menschlichen Verhaltens, hrsg. von Hans-Jürgen Heinrichs, Berlin 1981).
- Zur Vielfältigkeit der Methoden. Ein neuer Ansatz zur Interpretation von Texten deutschsprachiger Volkslieder (Für Ernst Schusser [Volksmusikarchiv des Bezirks Oberbayern] zum 65. Geburtstag [2019] und für Ali Osman Öztürk [Konya] in Anerkennung seiner Leistungen für GERDER), in: Diyalog. Interkulturelle Zeitschrift für Germanistik [türkische online-Ausgabe] 2018/2, S. 1–14.
- Anachronistische Redensarten. Anzeichen für Sprachwandel und Indikatoren in der Vorurteilsforschung, in: Diyalog. Interkulturelle Zeitschrift für Germanistik [türkische online-Ausgabe] 2019/1, S. 80–96.
- [zusammen mit Doris Flohr] Poetologie im Lehrplan des Germanistik-Studiums: Zwei Sichtweisen, in: Diyalog. Interkulturelle Zeitschrift für Germanistik [türkische online-Ausgabe] 2020/1, S. 136–149.
- Zeichen, Wappen, Namen: Traditionelle Identifikationsmerkmale und Quellen zur Sprachwissenschaft und zur Landeskunde, in: Diyalog. Interkulturelle Zeitschrift für Germanistik [türkische online-Ausgabe] 2022/1, S. 32–54.
- [zusammen mit Ali Osman Öztürk], Konrad Pfeffels Gedicht ‚Tobakspfeife‘. Zur pädagogischen Rezeption eines Bestsellers im 19. Jahrhundert, in: Digitalisierung im Kontext von Sprache und Literatur in der Türkei. Potenziale, Herausforderungen und Prognosen, hrsg. von Mehmet Tahir Öncü, Ali Osman Öztürk und Leyla Coşan, Berlin: Logos, 2022, S. 77–97 (Germanistik in der Türkei, 18).
- Beobachtungen zur Sprache der Werbung: Kunstwörter und bewusst eingebaute Rechtschreibfehler, in: Digitalisierung in der Sprache und Literatur, hrsg. von Hikmet Asutay u. a., Edirne / Türkei 2022 (Trakya Germanistik Studien, Bd. 1), S. 47–62.
- Sprachexperimente und Sprachentwicklung, in: Mezopotamya Disiplinlerarası Çalışmalar Dergisi / Mesopotamia Journal of Interdisciplinary Studies [türkische online-Zeitschrift] Elazığ / Türkei 2022,  S. 79–90.